# Tanganjikasee
Der Tanganjikasee (englisch: Lake Tanganyika) ist der zweitgrößte See in Afrika (3° 20' bis 8° 48' südlich und 29° 5' bis 31° 15' östlich) und der sechstgrößte sowie der zweittiefste See der Erde. Er liegt in den Staaten Demokratische Republik Kongo, Tansania, Sambia und Burundi.

## Geographie
Der See liegt im westlichen Teil des Ostafrikanischen Grabens (Great Rift Valley) und wird von dessen Wänden begrenzt, so unter anderem durch die Zentralafrikanische Schwelle, die an seiner Westseite angrenzt. Der Tanganjikasee erstreckt sich 673 km in nord-südlicher Richtung mit einer durchschnittlichen Breite von 50 km; er hat eine Fläche von 32.893 km². Seiner Fläche nach ist er der größte Grabenbruch-See Afrikas, zugleich der zweitgrößte des ganzen Kontinents. Er besitzt mit 18.880 km³ Volumen das größte Süßwasservorkommen Afrikas und das zweitgrößte weltweit nach dem Baikalsee. Der See, dessen Wasseroberfläche 782 Meter über dem Meeresspiegel liegt, ist im Mittel 570 m tief, die maximale Tiefe beträgt 1470 m (im nördlichen Teil), was ihn außerdem zum tiefsten See Afrikas macht. Damit befindet sich der Grund des zweittiefsten Sees der Erde 688 m unter dem Meeresspiegel, was die vierttiefste Kryptodepression der Erde ergibt (nach dem Baikalsee, dem Kaspischen Meer und dem Toten Meer). Seine enorme Tiefe macht den See zum meromiktischen Gewässer und bedeutet auch, dass es sich in den tieferen Schichten des Sees um fossiles Wasser handelt.
Das Einzugsgebiet des Tanganjikasees beträgt 231.000 km². Der Ruzizi, der dem See aus Richtung Norden zufließt, ist sein Hauptzufluss; weitere Zuflüsse sind: Malagarasi, Lufubu und Kalambo. Über seinen Abfluss, den Lukuga, entwässert er in den Kongo, zu dessen Flusssystem er gehört.
Am Tanganjikasee haben die Staaten Demokratische Republik Kongo (vormals Zaire), Tansania, Sambia und Burundi Anteil. Die Demokratische Republik Kongo (45 %) sowie Tansania (41 %) besitzen dabei den Hauptanteil des Sees.

## Flora und Fauna
Der See ist die Heimat einer bemerkenswerten Vielzahl von Fischarten (über 300 Arten), von denen 95 % endemisch sind. Wie auch im Malawisee dominieren Buntbarsche, die sich als sekundäre Süßwasserfische am besten an die hohe Mineralienkonzentration des Sees anpassen konnten. Daneben gibt es unter anderem Nilhechte, Karpfenfische, Salmler, zwei Heringsarten, Stachelwelse, Fiederbartwelse, Glaswelse, Kiemensackwelse, Quappenwelse, eine Art der Elektrischen Welse, vier Arten von Riesenbarschen, zwei Zahnkärpflinge, Stachelaale, zwei Arten von Flösselhechten und eine Art des Afrikanischen Lungenfisches im See.
Nilkrokodile leben in einigen Regionen an den Ufern. An wirbellosen Tieren findet man in dem See unter anderem verschiedene Arten von Krabben, Ringelwürmern, Schnecken, Muscheln, Süßwasserquallen und Schwämmen. Unterhalb einer Tiefe von 200 Metern ist das Wasser des Tanganjikasees wegen der fehlenden Wasserumwälzung nahezu ohne Sauerstoff (anaerob) und ohne höheres Leben.

## Fischfang  und Schifffahrt

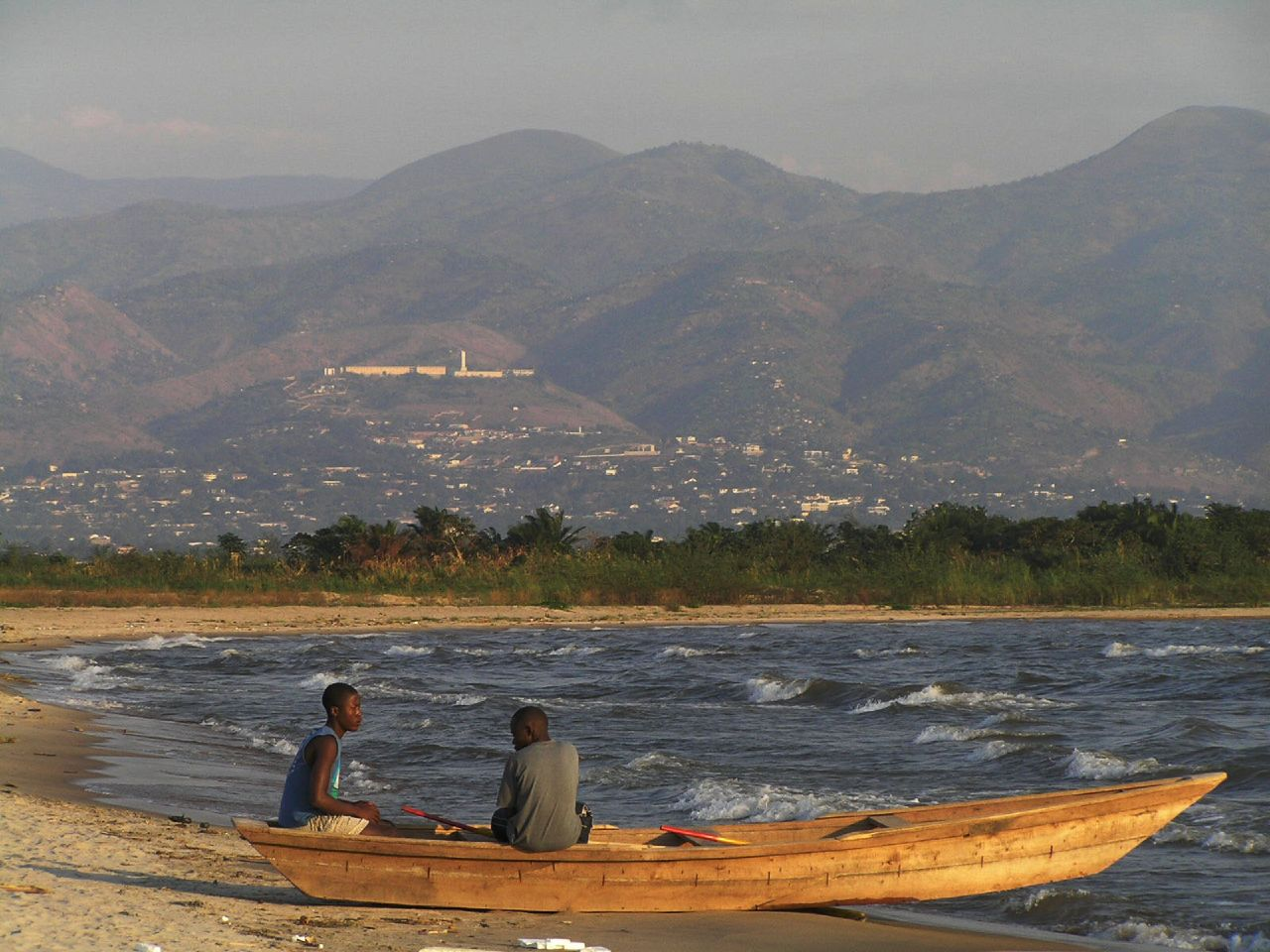
Fischer am burundischen Ufer

Der See war von jeher eine bedeutende Nahrungsquelle der ansässigen Bevölkerung. Ungefähr 45.000 Menschen leben von der Fischerei und ernähren damit rund eine Million Menschen. Zahlreiche Buntbarscharten werden als Zierfische exportiert.
Das einzige große Passagierschiff auf dem Tanganjikasee ist die Liemba, das für die Bevölkerung rund um den See und für den Gütertransport wichtige Dienste leistet. Da Kigoma in Tansania, Bujumbura in Burundi und Mpulungu in Sambia die einzigen Häfen am See sind, findet die Be- und Entladung von Gütern und Passagieren meist mit Booten auf dem See statt. Die Liemba hieß ursprünglich Goetzen und wurde auf der Meyer-Werft im emsländischen Papenburg kurz vor dem Ersten Weltkrieg gebaut. Nachdem es dort zerlegt und in 5000 Kisten verpackt worden war, wurde das Dampfschiff von 1913 bis 1914 mit Überseedampfern nach Daressalam und weiter mit der damaligen Mittellandbahn (auch Ostafrikanische Zentralbahn, heute Tanganjikabahn) durch Deutsch-Ostafrika transportiert. Am Zielort wurde das Schiff unter der Leitung von drei deutschen Mitarbeitern der Meyer-Werft von neuem am Ufer des Sees aufgebaut.
1974–1975 baute die Schiffswerft Germersheim am Rhein ein Frachtschiff (die Lukuga, Baunummer 697) und einen Schlepper (die „Zongwe“, Baunummer 698) für den Betrieb auf dem See, die in Deutschland in Einzelteilen (für den Schlepper z. B. in über 100 Sektionen) vorgefertigt und vor Ort zusammengebaut wurden.

## Geschichte

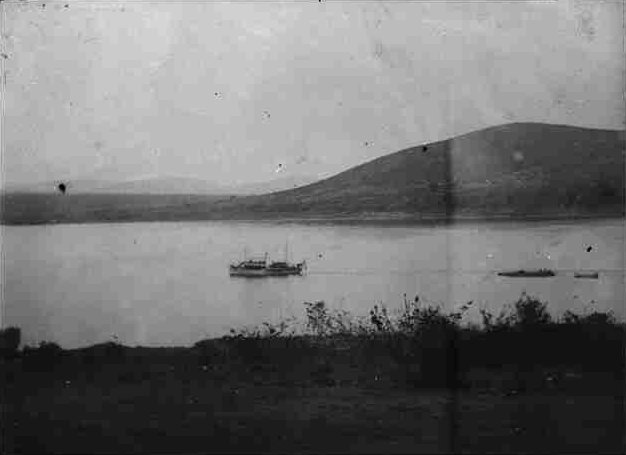
Deutscher Zollkreuzer Kingani mit Geschützfloß im Ersten Weltkrieg

Als erste Europäer stießen am 13. Februar 1858 Richard Francis Burton und John Hanning Speke auf den Tanganjikasee, den Burton für die Quelle des Nils hielt. Später zog David Livingstone an seinen Ufern entlang. In seinen Aufzeichnungen erwähnt er die Bezeichnung Liemba als historischen Namen für den südlichen Teil des Sees (vermutlich aus der Sprache der Fipa stammend); dieser Name wird seit 1927 von dem vormals deutschen Dampfer geführt, der seither das Hauptverkehrsmittel auf dem See darstellt (vgl. Abschnitt Schifffahrt). 1876 befuhr Henry Morton Stanley den See mit seinem zerlegbaren Boot Lady Alice.
In der Kolonialzeit wurde der See zur Grenze zwischen den deutschen und den belgischen Kolonialgebieten; am südlichen und südwestlichen Ende hatte das britische Nordrhodesien einen Zugang. Somit war der See während der deutschen Kolonialherrschaft auch der tiefste See im deutschen Kolonialreich. Durch den Bau von Bahnlinien bis an den See auf deutscher und belgischer Seite gab es regional einen wirtschaftlichen und entwicklungsmäßigen Aufschwung. Während des Ersten Weltkrieges fanden bis Mitte 1916 Kämpfe am und auf dem See statt, die mit dem Rückzug der deutschen Truppen ein Ende fanden.

### Schiffsunglücke
- 22. März 2003: Die überladene Fähre „M.V. Kashombwe“ sinkt während eines Sturms im See. Mehr als 150 Menschen ertrinken, nur 39 können gerettet werden.[6]

## Umwelt
Von 1995 bis 2000 wurde die Anfangsphase eines Biodiversitätsprojektes, finanziert durch das United Nations Office For Project Services (UNOPS), unter Beteiligung aller Anrainerstaaten durchgeführt. Ziel war es, ein nachhaltiges System zum Management und Erhalt der Artenvielfalt zu schaffen. Unter Einbeziehung zahlreicher Institute der Anrainerstaaten wurde eine Reihe von Studien erstellt und ein Strategisches Aktionsprogramm (SAP) vereinbart. Mit der Unterstützung der Globalen Umweltfazilität (GEF) soll das Projekt weitergeführt werden.